# Missile Technology Control Regime

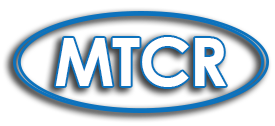
Logo des Missile Technology Control Regime (MTCR)

Das englisch 'Missile Technology Control Regime (MTCR) ‚Trägertechnologie-Kontrollregime‘, auch bekannt als Raketentechnologie-Kontrollregime, ist ein Zusammenschluss von Staaten mit dem Ziel, die Verbreitung von Trägersystemen (z. B. Trägerraketen und Unbemannte Luftfahrzeuge) für deren Verwendung als Massenvernichtungswaffen zu begrenzen.
Das MTCR ist, im Gegensatz z. B. zum Atomwaffensperrvertrag, kein völkerrechtlich verbindlicher Staatsvertrag, sondern eine freiwillige Selbstverpflichtung.

## Funktionsweise
Die MTCR-Mitgliedstaaten erarbeiten Richtlinien, die durch die Schaffung innerstaatlicher Exportkontrollen in nationales Recht umgesetzt werden sollen.
Zur Kategorie I der Richtlinien gehören Raketen und Marschflugkörper mit einer Reichweite von mehr als 300 km und einer Nutzlast von mehr als 500 kg und deren Produktionsanlagen. Hier bestehen starke Einschränkungen für die Weitergabe. Die Kategorie II umfasst weniger sensitive Komponenten sowie Dual-Use-Güter, z. B. für die zivile Raumfahrt. Auch hier rät die MTCR zur Vorsicht, die Einschränkungen sind aber nicht so weitreichend wie unter Kategorie I.

## Geschichte
Das MTCR wurde in dem Jahr 1987 von den G-7-Staaten (Deutschland, Frankreich, Italien, Japan, Kanada, Vereinigtes Königreich und Vereinigte Staaten) ins Leben gerufen.
Zunächst nur für Trägersysteme für Atomwaffen vorgesehen, wurde es 1992 um Trägersysteme für biologische und chemische Waffen erweitert. In dem Jahr 2002 hat das MTCR zudem Maßnahmen getroffen, um die Weitergabe von Trägersystemen an Terrororganisationen zu verhindern.

## Organisation
- Aktueller Vorsitz: Botschafter Flávio Damico
- Ehemaliger Vorsitz: Botschafter Benno Laggner

## Mitgliedsstaaten (MTCR Partner)

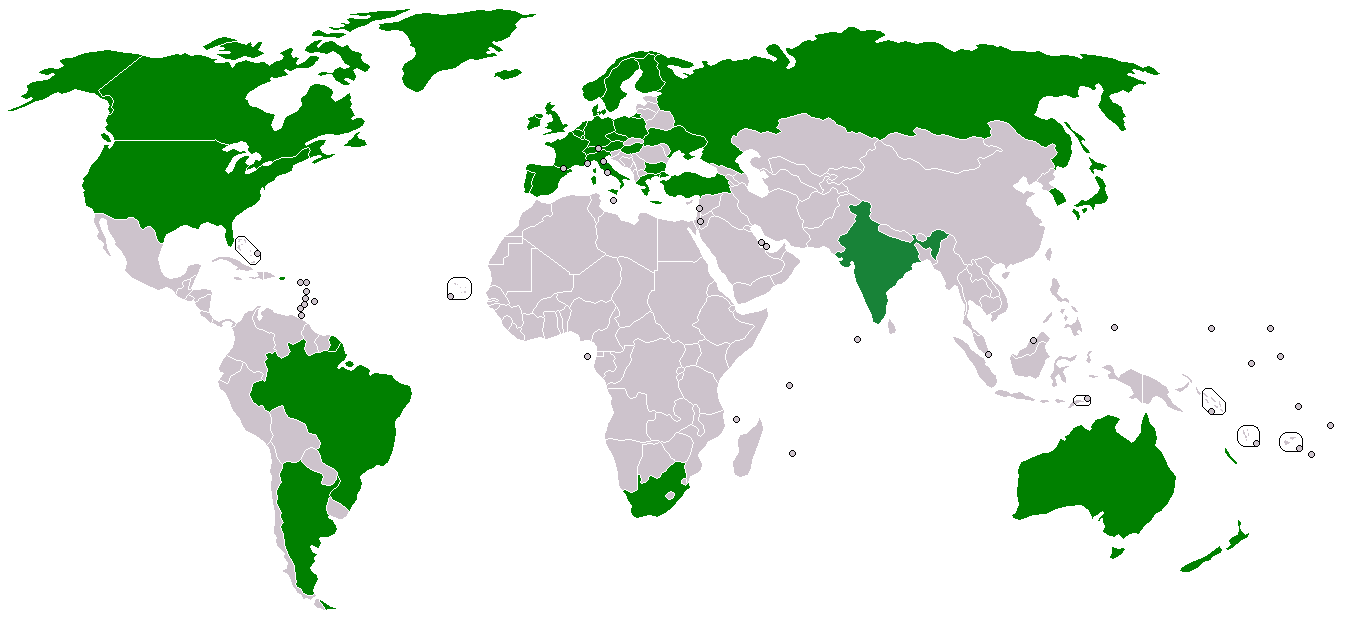
Mitgliedsstaaten

Dem MTCR sind 35 Staaten beigetreten (Beitrittsjahr in Klammern).
- Argentinien, 1993
- Australien (1990)
- Belgien (1990)
- Brasilien (1995)
- Bulgarien (2004)
- Dänemark (1990)
- Deutschland (1987)
- Finnland (1991)
- Frankreich (1987)
- Griechenland (1992)
- Indien (2016)
- Irland (1992)
- Island (1993)
- Italien (1987)
- Japan (1987)
- Kanada (1987)
- Luxemburg (1990)
- Neuseeland (1991)
- Niederlande (1990)
- Norwegen (1990);
- Österreich (1991)
- Polen (1998)
- Portugal (1992)
- Südkorea (2001)
- Russland (1995)
- Schweden (1991)
- Schweiz (1992)
- Spanien (1990)
- Südafrika (1995)
- Tschechien (1998)
- Türkei (1997)
- Ukraine (1998)
- Ungarn (1993)
- Vereinigtes Königreich (1987)
- Vereinigte Staaten (1987)

Nichtmitglieder, welche die MTCR-Regeln anwenden sind:
- Volksrepublik China, 2002[8]
- Israel[5]
- Rumänien[5]
- Slowakei[5]